# Christian Ernst August von Mentzingen
Christian Ernst August Freiherr von und zu Mentzingen (Cristiano Ernesto Augusto Barão de e em Mentzingen; Castelo de Menzingen, Baden, 21 de junho de 1790 - Karlsruhe, Grão-Ducado de Baden, 03 de janeiro de 1870) foi um militar e nobre alemão que viveu no século XIX. Era membro da família nobre dos Barões de Mentzingen, sendo o chefe da mesma, e o patriarca comum das duas linhas atuais da família, a alemã e a brasileira.

## História
Nascido em Baden, Sacro Império Romano-Germânico, filho do Barão Christian Ernst von und zu Mentzingen e da Baronesa Friedrike Wilhelmine Schilling von Canstatt, foi Camareiro do Grão-Ducado de Baden, servindo ao Grão-Duque. Descende de várias famílias nobres germânicas. Militar, começou como Tenente, em 1805, aos 15 anos de idade, avançando para Tenente-Coronel até alcançar o posto de Coronel Russo, servindo ao Czar Alexandre I e posteriormente ao Czar Nicolau I, onde lutou na Guerra Russo-Turca de 1828/1829, na supressão do levante polonês de 1830 a 1832, conhecido como Levante de Novembro e serviu na guarnição nas províncias do báltico de 1832 a 1836. Lutou em batalhas no norte Cáucaso. Foi condecorado como Cavaleiro da Ordem de São Vladimir, instituída por Catarina II da Rússia, a Grande. Lutou na Campanha Russa de Napoleão, onde foi condecorado como Membro da Legião de Honra Francesa, instituída por Napoleão Bonaparte. Seu irmão mais velho, Carl Peter(1789-1862), foi Major em Württenberg, onde se aposentou como Coronel, e foi Cavaleiro da Ordem Militar do Mérito de Württenberg e desde 1812, membro da Legião de Honra Francesa, instituída por Napoleão Bonaparte, pois assim como seu irmão, lutou na Campanha Russa de Napoleão. Carl Peer era o chefe da família Mentzingen à época, mas como morreu deixando um filho, e este morreu jovem em 1847 sem descendência em linha direta masculina, a chefia passou para o seu irmão Christian Ernst August. 
 

O Barão Christian queria desde o início da carreira militar, servir diretamente ao Sacro Imperador Romano-Germânico, mas com a dissolução do Sacro Império, em 1806, passou a servir ao Reino da Baviera, que na época era reinada por Luis I e Maximiliano II, onde participou da Campanha Russa de Napoleão em 1812 e 1813, já que a época, o Reinado da Baviera assim como várias partes das Europa estavam sob o poder de Napoleão. Christian Ernst foi direto para o Exército da Baviera já que não tera sucesso militar no Exército de Baden. Entre 1814 e 1828 decidiu retirar-se para Menzingen, onde casou e teve seus filhos. Porém, em 1826, decidiu voltar à ativa militar, dessa vez se inscrevendo no exército Russo, onde, em 1828, já começou como oficial de cavalaria servindo ao Czar Alexandre I, e posteriormente ao Czar Nicolau I, até chegar ao posto de Coronel, onde, em 1844, aposentou-se de vez  da carreira militar e voltou para o convívio familiar.

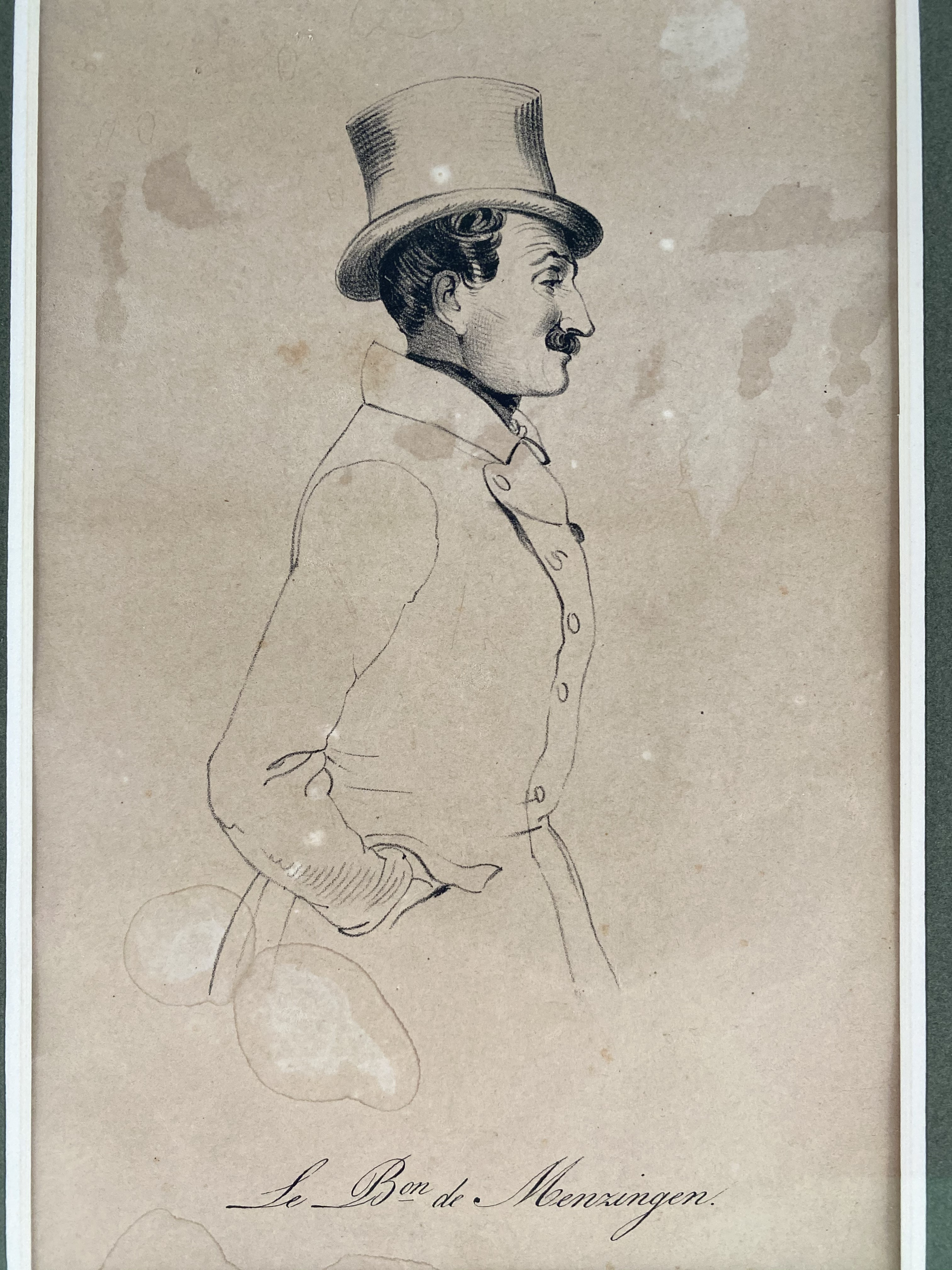
Christian Ernst August em sua juventude.

A partir de então, passou a ser Camareiro-mor do Grão-Duque de Baden. Christian era o chefe da família de Mentzingen, chefia essa que passou posteriormente ao filho mais velho Hermann Karl Peter, embora o título de Barão(Freiherr) fosse repassado a todos os seus descendentes em linha direta masculina, não ficando somente na primogenitura, como regra sucessória da nobreza alemã.     
Por vezes, o título de Freiherr é mencionado como Barão, visto que os mesmos são equivalentes, embora sejam títulos distintos, de acordo com classificação geral da nobreza e da nobreza alemã.      

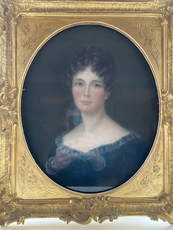
Antonie Caroline Marianne Heinriette Leutrum von Ertingen(1794-1890)

Casou-se em 1815 com a Baronesa Antonie Caroline Marianne Heinriette von Leutrum von Ertingen(1794-1890), filha do Barão Carl Ludwig Philipp Leutrum von Ertingen e da Baronesa Antonia von Bothmer, e com ela teve os seguintes filhos:  
- Ottilie (1815-?), sem descendência. Virou canonisa no Kraichgauer Adeliges Damenstift, que é uma Instituição religiosa feminina protestante para nobres solteiras que desejam viver uma vida casta e religiosa, semelhante a um convento católico.[14][15] Esta intituição foi fundada pela família Mentzingen no século XVIII.[3]
- Maria (1816-?), sem descendência.Virou canonisa no Kraichgauer Adeliges Damenstift, onde chegou a ser abadessa. [3]
- Hermann Karl Peter (1817-1890), militar, foi Capitão de Cavalaria do Grão-Ducado de Baden, chefe da família e do ramo alemão da família. Casou-se com a Baronesa Maria von Andlau-Birseck. Seus dois filhos foram Friedrich von Mentzingen(1856-1922), que era uma diplomata alemão; e Peter von Mentzingen(1854-1939), que foi membro do Parlamento do Grão-Ducado de Baden. Com descendência.
- Mathild (1818-1883), casou-se com o Major-General do Grão-Ducado de Baden e Tenente-General da Prússia, o Barão Heinrich Gustav Ludwig Freiherr von Freystedt, descendente ilegítimo, porém reconhecido, do primeiro Grão-Duque de Baden, Carlos Frederico[16]. Tiveram um filho, o Marechal do Grão-Ducado de Baden, o Barão Leopold von Freystedt, porém, este não teve descendência. [16]
- Constantin (1821), militar, foi Capitão de Cavalaria, casou-se com Marie Döry von Jobbaháza, sem descendência.
- Ernst (1823), militar, foi primeiro-tentente do Regimento de Dragões. Sem descendência.
- Wilhelm Ludwig Raban (1827-1902), emigrou para o Brasil e fundou a linha brasileira dos Mentzingen. Tornou-se fazendeiro e engenheiro agrimensor. Casou-se com Antonia Maria dos Santos. Com descendência.

## Títulos, estilos e honras

### Formas de tratamento e títulos
- 9 de janeiro de 1790 — 3 de janeiro de 1870: Sua/Vossa Graça/Senhoria, o Barão Christian Ernst August Freiherr von und zu Mentzingen

### Honrarias
Estrangeiras:
- Cavaleiro da Ordem de São Vladimir
- Cavaleiro da Ordem Nacional da Legião da Honra